# Informatorul!
Informatorul! este un film american produs în anul 2009 sub regia lui Steven Soderbergh, rolul principal fiind jucat de Matt Damon.

## Acțiune
Acțiunea filmului se bazează probabil pe un caz real, numele personajelor fiind schimbate. Biochimistul  Mark Whitacre care are un post în conducerea firmei agrare Archer Daniels Midland (ADM) duce o viață luxurioasă. El se ocupă cu sintetizarea lizinei (aminoacid) din cauza unui virus producția aminoacidului este compromisă, FBI - ul este insolvat pentru elucidarea cazului. Mark va fi de FBI angajat ca informator, ca urmare el furnizează informații secrete, care vor servi la elucidarea unui caz de corupție internațională din cadrul producerii aditivilor nutritivi. Scandalul este inevitabil, însă Mark care se dovedește a fi și el corupt și un mincinos notoriu, el va fi condamnat la închisoare, împreună cu alți foști lucrători ai concernului.

## Distribuție
- Matt Damon: Mark Whitacre
- Scott Bakula: FBI Special Agent Brian Shepard
- Joel McHale: FBI Special Agent Bob Herndon
- Melanie Lynskey: Ginger Whitacre
- Rick Overton: Terry Wilson
- Tom Papa: Mick Andreas
- Tom Wilson: Mark Cheviron
- Clancy Brown: Aubrey Daniel
- Tony Hale: James Epstein
- Ann Cusack: Robin Mann
- Allan Havey: FBI Special Agent Dean Paisley
- Rusty Schwimmer: Liz Taylor
- Scott Adsit: Sid Hulse
- Eddie Jemison: Kirk Schmidt
- Patton Oswalt: Ed Herbst